# Croton lechleri
Croton lechleri es una especie de angiosperma, de la familia euphorbiaceae, nativa del noroeste de América del Sur, famosa por su látex conocido como sangre de drago de extraordinarias propiedades cicatrizantes, antiinflamatorias, antivirales, antibacterianas, antisépticas y analgésicas.

## Importancia económica y cultural

### En la medicina
El látex tiene propiedades medicinales, y es utilizado por las poblaciones locales como un vendaje líquido, aplicado para sellar heridas, ya que seca rápidamente para formar una barrera protectora similar a la piel. Su uso por personas nativas ha llevado al estudio científico y observación de su actividad antioxidante así como su mutagenicidad.
El látex de Croton lechleri tiene propiedades hemostáticas, por su capacidad de aglutinar la sangre. Se han realizado experimentos en cobayos para evaluar dicha capacidad hemostática, con resultados positivos. En dicho estudio se combinó con pectina, de esa forma ambas sustancias se potenciaron para el control de hemorragias masivas.

### Farmacología
El látex también contiene una serie de sustancias químicas, incluyendo taspina. Los oligómeros proantocianidinas, otro tipo de sustancia química contenida en el látex, ha sido investigada para el tratamiento de la diarrea asociada al VIH bajo el nombre Crofelemer.